# Колони Парк (Пенсилванија)
Колони Парк (енгл. Colony Park) насељено је место без административног статуса у америчкој савезној држави Пенсилванија.

## Демографија
По попису из 2010. године број становника је 1.076.
| Група             | 2000.    | 2010.       |
| Белци             | 0 (0,0%) | 849 (78,9%) |
| Афроамериканци    | 0 (0,0%) | 44 (4,1%)   |
| Азијати           | 0 (0,0%) | 114 (10,6%) |
| Хиспаноамериканци | 0 (0,0%) | 58 (5,4%)   |
| Укупно            | 0        | 1.076       |